# زمین‌لرزه ۱۹۳۴ بهار

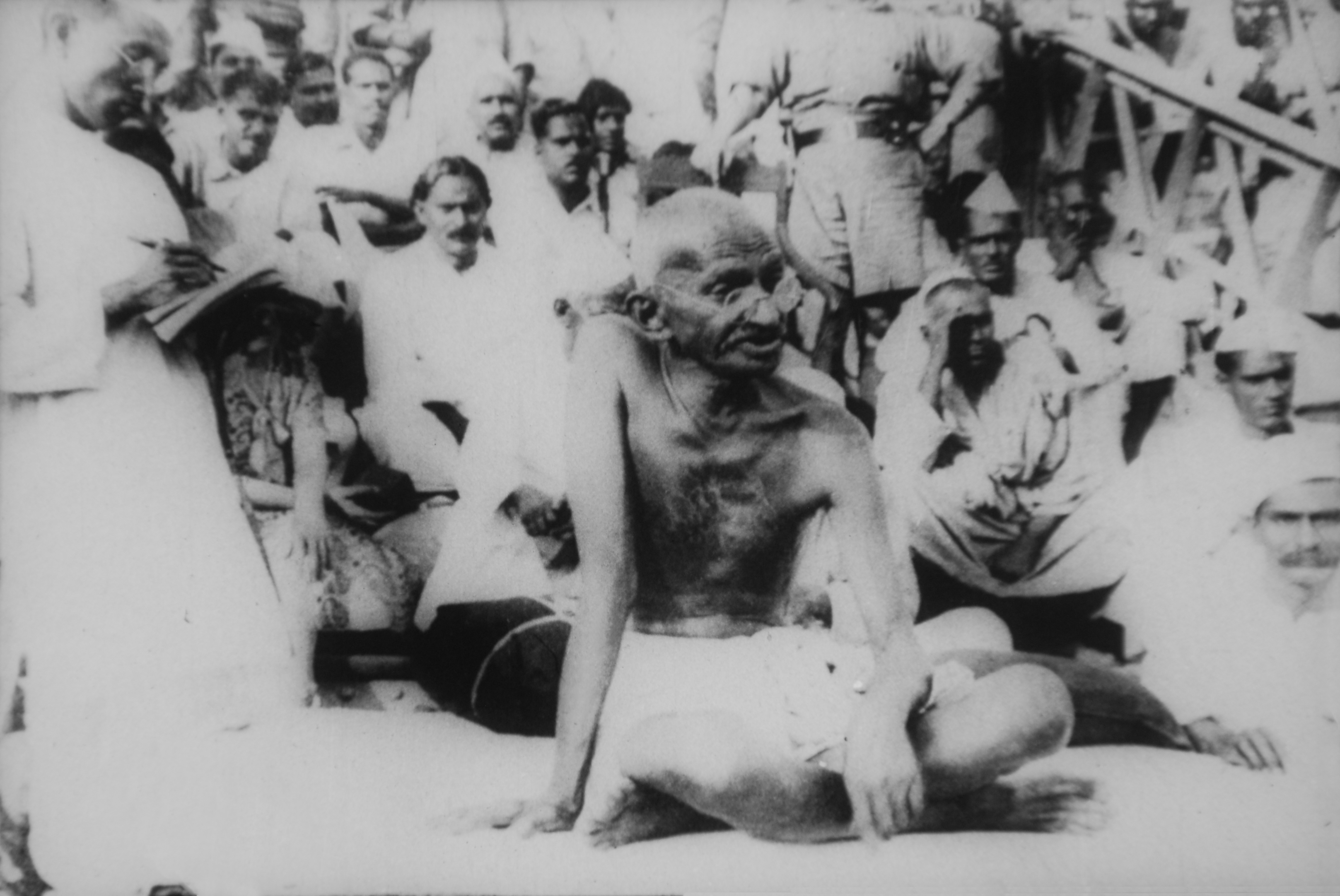
بازدید گاندی پس از زمین‌لرزه

زمین‌لرزه بهار در تاریخ ۱۵ ژانویه ۱۹۳۴ میلادی، برابر با ‎۲۵ دی ۱۳۱۲، ساعت ۸:۴۳:۲۵ به زمان یوتی‌سی در نپال ، منطقه بهار رخ داد. ژرفای این زلزله ۳۵ کیلومتر و بزرگی آن ۸ در مقیاس Mw اعلام شده‌است. زمین‌لرزه به وقت محلی در روز دوشنبه، ساعت ۱۳٫۷۵ روی داده و منطقه زمانی آن یوتی‌سی +۵٫۷۵ بوده‌است .
سازمان زمین‌شناسی آمریکا نیز جای این زمین‌لرزه را در مختصات ۲۶°۳۰′شمالی ۸۶°۳۰′شرقی / ۲۶٫۵°شمالی ۸۶٫۵°شرقی و بزرگی آنرا برابر با ۸٫۱ در مقیاس ریشتر اعلام کرده‌است. ژرفای گزارش شده از سوی این سازمان ۲۵ کیلومتر می‌باشد. شمار کشتگان زلزله حدود ۱۰۷۰۰ نفر بوده‌است.